# Кайгара (озеро)
Кайгара (каз. Қойғара) — пересыхающее озеро в Костанайском районе Костанайской области Казахстана. Находится в 18 км к северо-западу от села Майколь.
По данным топографической съёмки 1958 года, площадь поверхности озера составляет 4,37 км². Наибольшая длина озера — 3,7 км, наибольшая ширина — 1,4 км. Длина береговой линии составляет 11,6 км, развитие береговой линии — 1,55. Озеро расположено на высоте 188,4 м над уровнем моря.